# Sky Crime
Sky Crime è un canale televisivo tematico italiano dedicato al genere real crime, edito da A+E Networks Italia e Sky Italia.

## Storia
Il 12 ottobre 2023 viene annunciata la nascita della versione italiana di Sky Crime, realizzato in collaborazione con A+E Networks Italia, avvenuta il 1º novembre successivo, sostituendo Crime + Investigation, di cui è stata ereditata la sua programmazione.
Le tematiche trattate dalla rete vanno dalle inchieste sui più celebri casi di cronaca nera italiani e internazionali alle biografie dei più efferati serial killer, i cold case e il cybercrimine.